# Содомское самоудовлетворение невинной девы
«Содомское самоудовлетворение невинной девы», другие варианты названия — «Юная девственница, содомизированная собственной непорочностью» или «Юная девственница, содомизированная рогами собственной непорочности» — картина испанского художника Сальвадора Дали, написанная в 1954 году. Находится в Лос-Анджелесе в коллекции журнала Playboy.

## История создания
В 1950-х годах Дали рисовал многие из своих сюжетов, состоящих из рогов носорога.
Вдохновение для изображения, по-видимому, пришло к Дали от Вермеера, одного из немногих художников, которых Дали считал мастерами. В частности, «Кружевница» Вермеера , похоже, была гальванизирующим элементом, с ее сходящимися линиями, которые фокусируются на пальцах модели и, таким образом, на точке проникновения ее иглы, которая, как указал Дали, лишь подразумевается, а не нарисована на самом деле. Картина напоминает изображение его сестры Аны Марии в картине «Молодая женщина у окна» (1925), и поэтому некоторые критики восприняли ее как едкий выпад в адрес сестры.

## Информация о картине
«Рог носорога, древнего, ископаемого носорога, — на самом деле рог легендарного единорога, символа целомудрия. Юная дева может прислоняться к нему и забавляться с ним — это так же морально, как и во времена куртуазной любви».— Сальвадор Дали